# Florian Schneider
Florian Schneider, (Öhningen, 1947. április 7. – Düsseldorf, 2020. április 21.) német zenész. A Kraftwerk együttes tagja. Az elektronikus zenekar egyik alapító tagja és vezetője. 2008-as távozásáig a zenekarban főszerepet játszott.

## Pályafutása
Schneider 1947. április 7-én született Öhningenben, ami akkoriban a francia megszállási övezet része volt. 1952-ben Öhningen Baden-Württemberg tartomány lett. Schneider szülei (Paul Schneider-Esleben, építész és felesége, Evamaria, van Diemen-Meyerhof) voltak. Schneider anyai ágon zsidó volt. Paul Schneider-Esleben 1946-ban feleségül vette a félzsidó Evamariát apja akarata ellenére, aki hithű náci maradt.
Schneider családja Düsseldorfba költözött, amikor ő három éves volt.
Schneider Ralf Hütterrel 1970-ben alapította meg a Kraftwerket. Hütterrel 1968-ban ismerkedtek meg a Academy of Arts in Remscheiden. Aztán a düsseldorfi Robert Schumann Hochschule-n tanultak, ahol együtt játszottak improvizatív zenét az Organisation együttesben.
Eredetileg Schneider fő hangszere a fuvola volt, amelyet elektronikus effektusokkal használt, beleértve a visszhangot, a csengőmodulációt, a hangmagasság-átalakítókat, a szofveres átalakításokat és a wah-wah-gitáreffekteket. Midezek lehetővé tették számára, hogy fuvoláját basszushangszerként használja.
Játszott hegedűn, elektromos gitáron, és szintetizátorokat használt mind dallamhangszerként, mind hangefektusok előátására. Megalkotta saját elektronikus fuvoláját is.
2015-ben Schneider és Uwe Schmidt kiadott egy elektronikus ódát „Stop Plastic Pollution” címmel az óceánok környezetének megőrzésére egy aktuális kampány részeként.

## Albumok
- 1970: Kraftwerk
- 1972: Kraftwerk 2
- 1973: Ralf és Florian
- 1974: Autobahn
- 1975: Radioactivity
- 1977: Trans-Europe Express
- 1978: The Man-Machine
- 1981: Computer World
- 1986: Techno Pop
- 1991: The Mix
- 2003: Tour de France Soundtracks
- 2005: Minimum-Maximum

## Filmek
- https://www.imdb.com/name/nm1138016/

## Díjak
- 2021: Rock and Roll Hall of Fame

## Érdekességek
David Bowie egy instrumentális számot, a „V-2 Schneidert" neki ajánlotta, egyik albumán pedig a „Heroes"-t Schneider után nevezte el.
Röviddel Schneider halála után az utrechti Szent Márton-székesegyház harangjai  a „Das Model” című dal hangjaival szólaltak meg.

## Fordítás
Ez a szócikk részben vagy egészben  a   Florian Schneider című angol Wikipédia-szócikk ezen változatának fordításán alapul.  Az eredeti cikk szerkesztőit annak laptörténete sorolja fel. Ez a jelzés csupán a megfogalmazás eredetét és a szerzői jogokat jelzi, nem szolgál a cikkben szereplő információk forrásmegjelöléseként.